# Esther Neuenschwander
Esther Neuenschwander (* 30. September 1983 in Zürich) ist eine ehemalige Schweizer Curlerin. Zuletzt spielte sie als Second im Team von Silvana Tirinzoni.

## Karriere
Esther Neuenschwander wurde erstmals 2005 Schweizer Meisterin und spielte daraufhin bei der Weltmeisterschaft 2006 als Lead im Schweizer Team von Silvana Tirinzoni; die Schweizerinnen wurden Zehnte. Nach dem Gewinn der Schweizer Meisterschaften 2007 und 2013 spielte sie bei den nachfolgenden Weltmeisterschaften mit Tirinzoni als Skip für die Schweiz und wurde beide Male Fünfte.
2008 spielte sie bei der Mixed-Europameisterschaft als Ersatzspielerin im Team von Christian Moser; die Mannschaft belegte den siebten Platz.
Bei ihrer ersten Europameisterschaft der Frauen wurde sie 2017 mit dem Team Tirinzoni Vierte, nachdem das Spiel um Platz 3 gegen die Italienerinnen um Diana Gaspari verloren gegangen war.
Im Oktober 2017 gewann sie mit dem Team Tirinzoni den Schweizer Ausscheidungswettbewerb für die Teilnahme an den Olympischen Winterspielen 2018. Sie setzte sich mit ihren Mitspielerinnen Silvana Tirinzoni (Skip), Manuela Siegrist (Third) und Marlene Albrecht (Lead) gegen die Teams von Alina Pätz und Binia Feltscher durch und vertrat die Schweiz in Pyeongchang. Dort kam sie mit ihren Teamkolleginnen nach vier Siegen und fünf Niederlagen in der Round Robin auf den siebten Platz. 
Bei der Europameisterschaft 2018 gewann sie mit dem Schweizer Team nach einer Finalniederlage gegen die Schwedinnen um Anna Hasselborg die Silbermedaille. Bei der Weltmeisterschaft 2019 gelang die Revanche: die schwedischen Curlerinnen wurden im Final mit 8:7 besiegt, was den Weltmeistertitel bedeutete.
Das Team um Skip Tirinzoni gewann auch 2021 und 2022 den Weltmeistertitel. 2022 nahm Neuenschwander zum zweiten Mal an den Olympischen Spielen teil. Sie verlor mit ihrem Team das Spiel um Bronze und beendete das Turnier auf dem 4. Platz. Nach dem Ende der Saison 2022 trat Neuenschwander gemeinsam mit Teamkollegin Melanie Barbezat vom Spitzensport zurück. Sie arbeitet heute als Buchhalterin und Treuhänderin in Zürich.